# Cyathea vaupensis
Cyathea vaupensis là một loài dương xỉ trong họ Cyatheaceae. Loài này được P.G. Windisch Lehnert mô tả khoa học đầu tiên năm 2011.